# Чемпионат мира по фехтованию 2008
Чемпионат мира по фехтованию 2008 года проходил в Пекине (КНР) с 18 по 20 апреля. Так как в годы олимпиад олимпийские соревнования засчитываются за первенство мира, то на чемпионате соревнования проходили лишь в видах, отсутствовавших на Пекинской Олимпиаде — командному первенству на рапирах среди мужчин, и командному первенству на шпагах среди женщин.

## Общий медальный зачёт
| Место | Страна   | Золото | Серебро | Бронза | Всего |
| ----- | -------- | ------ | ------- | ------ | ----- |
| 1     | Франция  | 1      | 0       | 0      | 1     |
| 1     | Италия   | 1      | 0       | 0      | 1     |
| 3     | Германия | 0      | 1       | 1      | 2     |
| 4     | Китай    | 0      | 1       | 0      | 1     |
| 5     | Польша   | 0      | 0       | 1      | 1     |

## Медалисты
| Дисциплина                          | Золото                                                                         | Серебро                                                     | Бронза                                                                           |
| ----------------------------------- | ------------------------------------------------------------------------------ | ----------------------------------------------------------- | -------------------------------------------------------------------------------- |
| Мужчины Рапира Командное первенство | Италия · Андреа Бальдини · Андреа Кассара · Стефано Баррера · Сальваторе Санцо | Германия · Петер Йоппих · Бенджамин Кляйбринк · Доминик Бер | Польша · Михал Маевски · Радослав Глонек · Марцин Завада · Славомир Моцек        |
| Женщины Шпага Командное первенство  | Франция · Лаура Флессель-Коловик · Хайналька Пико · Морин Низима · Сара Данент | Китай · Ли На · Ло Сяоцзюань · Чжан Ли · Чжун Вэйпин        | Германия · Имке Дуплитцер · Бритта Хайдеман · Марьяна Маркович · Моника Созанска |